# رجوات منصور
رجوات منصور (13 يناير 1914 - 26 مارس 1993) ممثلة مصرية من مواليد 1914، دفع بها صناع الأفلام في السينما المصرية في الخمسينيات لأدوار الفتاة القبيحة.

## تاريخ حياتها
تنتمي رجوات لأسرة ثرية من أسوان، تزوج جميع أشقائها عدا هي حيث نظر لها الجميع على أنها ليست جميلة. غادرت أسوان وذهبت للقاهرة لتعمل في المحلات وفي تنظيف المنازل، ودخلت مجال الفن عن طريق الصدفة لتشترك في فيلم «ليلة الدخلة» الذي لاقى نجاحاً كبيراً واستغلها المخرجون في الظهور بدور الفتاة القبيحة وأصبح مجمل أعمالها نحو 14 فيلما سينمائيا.
عاشت رجوات منصور حالة نفسية سيئة بسبب تنمر الناس على شكلها. كانت رجوات تسكن بجوار رجل دين يعيش هو وأشقائه الثمانية ووالدته العجوز وكان متزوجاً من أرملة لديها 4 أبناء وكان يساعدها في تربيتهم، وبعد وفاة زوجته اقترحت عليه والدته أن يتزوج رجوات التي وافقت. تموت والدة الشيخ ويلحق بها وتصبح رجوات مسؤولة عن 12 يتيماً.
سافرت إلى الحج مع أحد أبنائها من زوجها وأدت المناسك، وفارقت الحياة يوم 26 مارس 1993 هناك لتدفن في المدينة المنورة.

## أعمالها السينمائية
«ليلة الدخلة» 1950 للمخرج مصطفى حسن، وبطولة إسماعيل يس وحسن فايق، ظهرت رجوات في دور «سوسو» ابنة تاجر السلاح المعلم الخرطوشي (عبدالفتاح القصري) وأمها كانت الممثلة زكية إبراهيم.
"قمر 14" عام 1950 للمخرج نيازي مصطفى، وبطولة كاميليا ومحمود ذو الفقار، وظهرت رجوات في دور الخادمة.
«الأنسة ماما» 1950 للمخرج حلمي رفلة، وبطولة صباح ومحمد فوزي وإسماعيل يس.
«جزيرة الأحلام» 1951 للمخرج عبد العليم خطاب، وبطولة كارم محمود وزمردة.
«الهوا مالوش دوا» 1952 للمخرج يوسف معلوف، وبطولة شادية وكمال الشناوي وإسماعيل يس.
«المهرج الكبير» 1952 للمخرج يوسف شاهين، وبطولة يوسف وهبي وفاتن حمامة، وظهرت رجوات في الاستعراض.
«ظلموني الحبايب» 1953 للمخرج حلمي رفلة، وبطولة صباح وعماد حمدي، وظهرت رجوات في دور سيدة بالحجز.
«بنات حواء» 1954 للمخرج نيازي مصطفى، وبطولة محمد فوزي ومديحة يسري وشادية.
«تحيا الرجالة» 1954 للمخرج كامل الحفناوي، وبطولة شريفة ماهر وكارم محمود. ظهرت رجوات في دور العروسة.
«إسماعيل يس طرزان» 1958 للمخرج نيازي مصطفى، وبطولة إسماعيل يس وفيروز وحسن فايق، وظهرت رجوات في دور صديقة المحامي حسن فايق.
«حايجننوني» 1960 للمخرج فطين عبد الوهاب، وبطولة إسماعيل يس وكريمة وسامية جمال، وظهرت رجوات في دور ممثلة يحاول الماكيير يوسف (أنور محمد) تجميلها بشق الأنفس.
«إزاي أنساك» 1956 للمخرج أحمد بدرخان، وبطولة فريد الأطرش وصباح.
«كيلو99» 1955 للمخرج إبراهيم حلمي، وبطولة إسماعيل يس وماري منيب.
«مملكة النساء» 1955 للمخرج إحسان فرغل، وبطولة إسماعيل يس وشكري سرحان ولولا صدقي.

## وصلات خارجية
- رجوات منصور على موقع الدهليز
- رجوات منصور على موقع قاعدة بيانات الأفلام العربية
- رجوات منصور على موقع البلد
- رجوات منصور على موقع أخبار العرب
- رجوات منصور على موقع أوان مصر
- رجوات منصور على موقع دهليز
- رجوات منصور على موقع IMDB
- رجوات منصور على موقع كاروهات